# سفیدبرفی و هفت کوتوله (فیلم ۱۹۳۷)
سفیدبرفی و هفت کوتوله (به انگلیسی: Snow White and the Seven Dwarfs) یک فیلم پویانمایی موزیکال فانتزی آمریکایی محصول سال ۱۹۳۷ (۱۳۱۶ خورشیدی) است که توسط استودیو انیمیشن والت دیزنی تولید شده و توسط آرکی‌او ریدیو پیکچرز منتشر شده‌است. این فیلم بر اساس افسانه آلمانی ۱۸۱۲ توسط برادران گریم، نخستین فیلم بلند پویانمایی سنتی و نخستین پویانمایی بلند استودیوی والت دیزنی است. داستان فیلم توسط هنرمندان استوری‌بورد دوروتی آن بلنک، ریچارد کریدون، مریل د ماریس، اتو انگلندر، ارل هرد، دیک ریکارد، تد سیرز و وب اسمیت اقتباس شده‌است. دیوید هَند کارگردان ناظر این فیلم بود، در حالی که ویلیام کاترل، ویلفرد جکسون، لری موری، پرس پیرس و بن شارپستین سکانس‌های جداگانه فیلم را کارگردانی کردند.
سفیدبرفی نخستین بار در تئاتر کارتای سیرکل در لس آنجلس، کالیفرنیا در ۲۱ دسامبر ۱۹۳۷ به نمایش درآمد. این فیلم یک موفقیت تجاری و انتقادی بود و با درآمد جهانی بیش از ۸ میلیون دلار در طول اکران اولیه (در مقایسه با بودجه ۱٫۵ میلیون دلاری خود)، برای مدت کوتاهی رکورد پردرآمدترین فیلم صدادار تمام زمان‌ها را در اختیار داشت. محبوبیت این فیلم باعث شد تا بارها در سینماها اکران شود، تا اینکه در دهه ۱۹۹۰ نسخه ویدئوی خانگی آن منتشر شد. با تعدیل تورم، این فیلم یکی از ده فیلم برتر گیشهٔ آمریکای شمالی و پردرآمدترین فیلم پویانمایی است. درآمدهای تعدیل‌شده با تورم، این فیلم را در سرتاسر جهان در صدر تمام فهرست‌های فیلم‌های پویانمایی قرار می‌دهد.
سفیدبرفی در سال ۱۹۳۸ نامزد بهترین موسیقی فیلم در جوایز اسکار شد و در یازدهمین دوره جوایز اسکار تهیه‌کنندهٔ آن والت دیزنی اسکار افتخاری را برای این فیلم دریافت کرد. این جایزه منحصر به فرد بود که شامل یک تندیس اسکار در اندازه معمولی و ۷ تندیس خردتر اسکار است. این تندیس‌ها توسط شرلی تمپل به والت دیزنی اهدا شدند.
در سال ۱۹۸۹، کتابخانه کنگره ایالات متحده، این فیلم را «از نظر فرهنگی، تاریخی یا زیبایی‌شناختی» مهم دانست و آن را به عنوان یکی از ۲۵ فیلم اول برای حفظ در فهرست ملی ثبت فیلم انتخاب کرد. انستیتوی فیلم آمریکا آن را در بین ۱۰۰ فیلم برتر آمریکایی قرار داد و همچنین در سال ۲۰۰۸ از این فیلم به عنوان بهترین پویانمایی آمریکایی تمام دوران نام برده‌شد. برداشت دیزنی از این افسانه تأثیر فرهنگی قابل‌توجهی داشته‌است و آثار زیادی از جمله جاذبه‌های پارک موضوعی محبوب، یک بازی ویدیویی، یک موزیکال برادوی و یک فیلم لایو اکشن آینده را نتیجه داده‌است.

## داستان

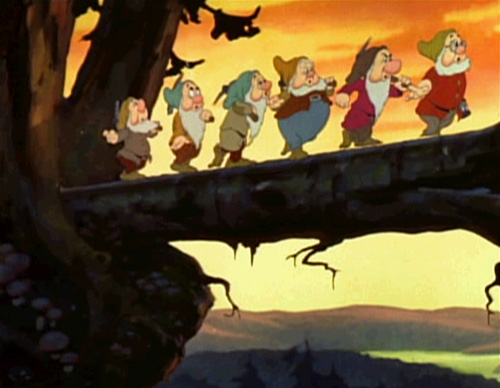
سکانس معروف «هی-هو» از سفیدبرفی توسط شاموس کولهن پویانمایی شد.

سفیدبرفی که هر دو والدین خود را در سنین جوانی از دست داده‌است، یک شاهدخت است که با «ملکه»، نامادری شرور و خونسرد خود، زندگی می‌کند. ملکه از ترس اینکه زیبایی سفیدبرفی بیشتر از زیبایی او باشد، او را مجبور می‌کند که به عنوان خدمتکار برایش کار کند و روزانه از آینه جادویی خود می‌پرسد که «چه‌کسی زیباترین است». سال‌ها آینه همیشه جواب می‌دهد که «ملکه زیباترین است»، که او را خشنود می‌کند.
یک روز، آینه جادویی به ملکه اطلاع می‌دهد که سفیدبرفی اکنون زیباترین در تمام سرزمین است. در همان روز، سفیدبرفی با شاهزاده‌ای که آواز او را می‌شنود ملاقات می‌کند و عاشق او می‌شود. ملکه با عصبانیت به شکارچی خود دستور می‌دهد که سفیدبرفی را به جنگل ببرد، او را بکشد و قلب او را در یک جعبه جواهرات برگرداند. شکارچی نمی‌تواند خود را مجبور به کشتن سفیدبرفی کند و نقشه ملکه را برای او فاش می‌کند. او سپس از سفیدبرفی می‌خواهد که به جنگل فرار کند و هرگز برنگردد.
سفیدبرفیِ گم‌شده و ترسیده، با حیوانات جنگلی دوست می‌شود که او را به کلبه‌ای در اعماق جنگل هدایت می‌کنند. سفیدبرفی با یافتن هفت صندلی کوچک در اتاق غذاخوری کلبه، تصور می‌کند که کلبه، خانهٔ نامرتب هفت کودک یتیم است. او با کمک حیوانات به تمیزکردن مکان و پختن غذا ادامه می‌دهد. سفیدبرفی به زودی متوجه می‌شود که این کلبه خانه هفت کوتوله به نام‌های «داک»، «گرامپی»، «اِسلیپی»، «هَپی»، «بَشفول»، «اسنیزی» و «دوپی» است که در یک معدن کار می‌کنند. وقتی آن‌ها به خانه بازمی‌گردند، از اینکه کلبه خود را تمیز می‌بینند نگران می‌شوند و مشکوک می‌شوند که یک مزاحم به خانه آنها حمله کرده باشد. سفیدبرفی خود را معرفی می‌کند و کوتوله‌ها در نهایت پس از اینکه او به آنها پیشنهاد تمیزکردن و آشپزی می‌دهد، از او در خانه‌شان استقبال می‌کنند. سفیدبرفی برای کوتوله‌ها خانه‌داری می‌کند در حالی که آنها در طول روز جواهرات را از معدن استخراج می‌کنند؛ در شب، همه آنها آواز می‌خوانند، موسیقی می‌نوازند و می‌رقصند.
در بازگشت به قلعه، آینهٔ جادویی نشان می‌دهد که سفیدبرفی هنوز در کنار کوتوله‌ها زندگی می‌کند. ملکه که از اینکه شکارچی او را فریب داده‌است خشمگین می‌شود و یک سیب مسموم درست میکند که هر کسی که آن را بخورد را به مرگی شبیه به خواب می‌کشاند. او یاد می‌گیرد که نفرین را می‌توان با «بوسهٔ اولین عشق» شکست، اما مطمئن است که سفیدبرفی پیش از اینکه این اتفاق بیفتد، زنده به گور خواهد شد. ملکه با استفاده از یک معجون برای مبدل‌کردن خود به عنوان یک پیرزن زشت، در حالی که کوتوله‌ها دور هستند به سوی کلبهٔ آن‌ها می‌رود. حیوانات مکله را در لباس مبدل او شناسایی می‌کنند، اما نمی‌توانند به سفیدبرفی هشدار دهند. آنها با عجله می‌روند تا کوتوله‌ها را پیدا کنند. ملکه سفیدبرفی را فریب می‌دهد تا سیب را گاز بزند، که او را به خوابی شبیه به مرگ فرو می‌برد.
هنگامی که ملکه کلبه را ترک می‌کند، کوتوله‌ها با حیوانات برمی‌گردند و او را در صخره‌ای به دام می‌اندازند. او سعی می‌کند تخته سنگی را روی آن‌ها بیندازد، اما پیش از اینکه بتواند این کار را انجام دهد صاعقه‌ای به صخره برخورد می‌کند و باعث می‌شود او سقوط کرده و توسط تخته‌سنگ له شود. کوتوله‌ها در کلبه‌شان متوجه می‌شوند که سفیدبرفی توسط سم به خواب فرورفته است. آنها که تمایلی به دفن در زمین ندارند، در عوض او را در یک تابوت شیشه‌ای که با طلا تزئین‌شده در محوطه‌ای در جنگل قرار می‌دهند. آنها همراه با موجودات جنگلی مراقب او می‌شوند.
یک سال بعد، شاهزاده از خواب ابدی او باخبر می‌شود و از تابوت او بازدید می‌کند. غمگین از مرگ ظاهری او، شاهزاده سفیدبرفی را می‌بوسد که طلسم را می‌شکند و او را بیدار می‌کند. وقتی شاهزاده سفیدبرفی را به قلعه خود می‌برد، کوتوله‌ها و حیوانات خوشحال می‌شوند.

## بازیگران
- آدریانا کاسلوتی در نقش سفیدبرفی
- لوسیل لا لاورن در نقش ملکه بدجنس
- هری استاکول در نقش شاهزاده
- روی اتول در نقش «داک»

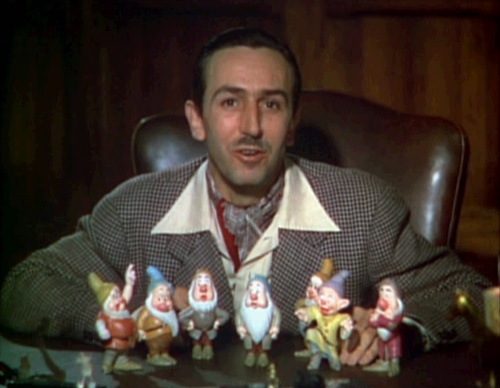
والت دیزنی هر یک از هفت کوتوله را در صحنه‌ای از تریلر تئاتر اصلی سفیدبرفی و هفت کوتوله در سال ۱۹۳۷ معرفی می‌کند.

- پینتو کالویگ در نقش «گرامپی؛ اخمو» و «اِسلیپی؛ خواب‌آلو» در نقشی دوگانه
- اوتیس هارلن در نقش «هَپی؛ خوشحال»
- اسکاتی ماترو در نقش «بَشفول؛ خجالتی»
- بیلی گیلبرت در نقش «اسنیزی؛ عطسه‌ای»[۴]
- ادی کالینز (افکت‌های آوازی و مرجع لایو اکشن)[۴] و جیمی مک‌دونالد (افکت‌های آوازی) در نقش «دوپی؛ گیج»
- مورونی اولسن در نقش آینه جادویی
- استوارت بوکانان در نقش شکارچی

## انتشار
سفیدبرفی و هفت کوتوله نخستین بار در ۲۱ دسامبر ۱۹۳۷ در تئاتر «کارتای سیرکل» به نمایش درآمد. این فیلم در پایان با تشویق شدید تماشاگرانی از جمله جودی گارلند، مارلنه دیتریش و چارلز لاتن مواجه شد. شش روز بعد، والت دیزنی و هفت کوتوله روی جلد مجله تایم ظاهر شدند. این فیلم سه هفته بعد، در تالار موسیقی رادیو سیتی در نیویورک و یک تئاتر در میامی در ژانویه ۱۹۳۸ افتتاح شد، که در پی فروش قوی گیشه، آرکی‌او پیکچرز تشویق شد تا فیلم را در ۴ فوریه اکران عمومی کند. این فیلم به موفقیت بزرگی در گیشه تبدیل شد و در طول اکران اولیه خود فروش اجاره‌ای ۴٫۲ میلیون دلار در ایالات متحده و کانادا داشت که تبدیل به موفق‌ترین فیلم صدادار تمام دوران شد که در آن جانشین احمق آوازخوان از ال جولسون شد. سفیدبرفی به زودی توسط بربادرفته در سال ۱۹۳۹ از این موقعیت خارج شد.
بر اساس گزارش آرکی‌او، سفیدبرفی و هفت کوتوله تا پایان اکران اولیه خود، ۷٬۸۴۶٬۰۰۰ دلار در گیشه جهانی فروش داشته‌است. این باعث شد آرکی‌او سودی معادل ۳۸۰٫۰۰۰ دلار داشته باشد.

## بازخورد
در وبگاه جمع‌آوری نقد راتن تومیتوز، ٪۹۸ از ۵۴ بررسی منتقدان مثبت است و میانگینِ امتیاز آن ۸٫۸/۱۰ است. اجماع این وبگاه چنین می‌نویسد: «سفیدبرفی و هفت کوتوله با داستان و شخصیت‌های درگیر، هنر پر جنب‌وجوش و ترانه‌های به‌یادماندنیِ خود، معیارهای پویانمایی را برای دهه‌های آینده تعیین می‌کنند.» این فیلم در متاکریتیک که از میانگین وزنی استفاده می‌کند، بر اساس نظر ۱۵ منتقدین امتیاز ۹۵ از ۱۰۰ را کسب کرده که نشان‌گر «تحسین همگانی» است.

## کتابشناسی
- Block, Alex Ben; Wilson, Lucy Autrey, eds. (2010). George Lucas's Blockbusting: A Decade-By-Decade Survey of Timeless Movies Including Untold Secrets of Their Financial and Cultural Success. HarperCollins. ISBN 978-0-06-177889-6.
- Gabler, Neal (2006). Walt Disney: The Triumph of the American Imagination. Vintage Books. ISBN 978-0-6797-5747-4.